# Haltere la Jocurile Olimpice de vară din 2016 - feminin 63 kg
Proba de haltere categoria 63 de kg feminin de la Jocurile Olimpice de vară din 2016 de la Rio de Janeiro a avut loc la data de 9 august, la Pavilionul 2 al Riocentro.

## Recorduri
Înaintea acestei competiții, recordurile mondiale și olimpice erau următoarele.
| Recorduri mondiale | Smuls   | Svetlana Tsarukayeva (RUS) | 117 kg | Paris, Franța          | 8 noiembrie 2011   |
| Recorduri mondiale | Aruncat | Deng Wei (CHN)             | 146 kg | Houston, SUA           | 25 noiembrie 2015  |
| Recorduri mondiale | Total   | Lin Tzu-chi (TPE)          | 261 kg | Incheon, Coreea de Sud | 23 septembrie 2014 |
| Recorduri olimpice | Smuls   | Hanna Batsiushka (BLR)     | 115 kg | Atena, Grecia          | 18 august 2004     |
| Recorduri olimpice | Aruncat | Natalia Skakun (UKR)       | 135 kg | Atena, Grecia          | 18 august 2008     |
| Recorduri olimpice | Total   | Maia Maneza (KAZ)          | 245 kg | Londra, Marea Britanie | 31 iulie 2012      |

## Rezultate
| Loc | Atlet                      | Grupa | Greutatea corpului | Smuls (kg) | Smuls (kg) | Smuls (kg) | Smuls (kg) | Aruncat (kg) | Aruncat (kg) | Aruncat (kg) | Aruncat (kg) | Total |
| Loc | Atlet                      | Grupa | Greutatea corpului | 1          | 2          | 3          | Rezultat   | 1            | 2            | 3            | Rezultat     | Total |
| --- | -------------------------- | ----- | ------------------ | ---------- | ---------- | ---------- | ---------- | ------------ | ------------ | ------------ | ------------ | ----- |
| 1   | Deng Wei (CHN)             | A     | 62.34              | 108        | 112        | 115        | 115        | 138          | 147          | —            | 147          | 262   |
| 2   | Choe Hyo-sim (PRK)         | A     | 62.17              | 105        | 109        | 111        | 105        | 135          | 138          | 143          | 143          | 248   |
| 3   | Karina Goricheva (KAZ)     | A     | 62.66              | 107        | 107        | 111        | 111        | 132          | 137          | 137          | 132          | 243   |
| 4   | Mercedes Pérez (COL)       | A     | 62.74              | 100        | 104        | 104        | 104        | 125          | 130          | 137          | 130          | 234   |
| 5   | Eva Gurrola Ortiz (MEX)    | A     | 62.60              | 97         | 100        | 100        | 100        | 120          | 125          | 125          | 120          | 220   |
| 6   | Giorgia Bordignon (ITA)    | A     | 62.75              | 94         | 98         | 98         | 98         | 115          | 119          | 123          | 119          | 217   |
| 7   | Esraa El-Sayed (EGY)       | B     | 61.98              | 93         | 97         | 100        | 100        | 112          | 116          | 118          | 116          | 216   |
| 8   | Marina Rodríguez (CUB)     | B     | 62.20              | 87         | 91         | 94         | 94         | 117          | 121          | 123          | 121          | 215   |
| 9   | Namika Matsumoto (JPN)     | B     | 62.86              | 90         | 94         | 95         | 90         | 107          | 111          | 115          | 115          | 205   |
| 10  | Anni Vuohijoki (FIN)       | B     | 62.26              | 85         | 88         | 89         | 85         | 104          | 107          | 113          | 107          | 192   |
| 11  | Joana Palacios (ARG)       | B     | 62.95              | 80         | 83         | 86         | 83         | 101          | 102          | 107          | 107          | 190   |
| 12  | Elisa Ravololoniaina (MAD) | B     | 61.91              | 75         | 80         | 85         | 85         | 95           | 100          | 100          | 100          | 185   |
| 13  | Mehtap Kurnaz (TUR)        | B     | 62.16              | 78         | 81         | 83         | 81         | 100          | 103          | 105          | 100          | 181   |
| —   | Siripuch Gulnoi (THA)      | A     | 62.56              | 105        | 108        | 110        | 108        | 132          | 132          | 132          | —            | DNF   |

## Recorduri noi
| Aruncat | 138 kg | Deng Wei (CHN)     | Record Olimpic                 |
| Total   | 253 kg | Deng Wei (CHN)     | Record Olimpic                 |
| Aruncat | 143 kg | Choe Hyo-sim (PRK) | Record Olimpic                 |
| Aruncat | 147 kg | Deng Wei (CHN)     | Record Olimpic, Record Mondial |
| Total   | 262 kg | Deng Wei (CHN)     | Record Olimpic, Record Mondial |